# A History of the World in 100 Objects
A History of the World in 100 Objects è stato un progetto congiunto di BBC Radio 4 e del British Museum, costituito da una serie radiofonica in 100 parti scritta e presentata dal direttore del British Museum Neil MacGregor.
In una serie di interventi di 15 minuti, trasmessi nei giorni feriali su Radio 4, MacGregor ha utilizzato oggetti di arte antica, industria, tecnologia e armi, tutti presenti nelle collezioni del British Museum, come introduzione a parti della storia umana.
La serie, pianificata per quattro anni, è iniziata il 18 gennaio 2010 ed è stata trasmessa per 20 settimane. Il 28 ottobre 2010 venne pubblicato da Allen Lane un libro celebrativo della serie dal titolo omonimo, tradotto e pubblicato in italiano da Adelphi nel 2012 con il titolo La storia del mondo in 100 oggetti.

## Oggetti

### Renderci umani (2.000.000 a.C. - 9.000 a.C.)
Neil MacGregor rivela i primi oggetti che ci definiscono come esseri umani. Prima settimana di trasmissione a partire dal 18 gennaio 2010.
| Immagine | Numero | Oggetto                                              | Origine                    | Data                    | Sito della BBC | Sito web di BM | Collaboratori aggiuntivi                       |
| -------- | ------ | ---------------------------------------------------- | -------------------------- | ----------------------- | -------------- | -------------- | ---------------------------------------------- |
|          | 1      | Mummia di Hornedjitef                                | Egitto                     | 300-200 a.C.            | BBC            | BM             | Amartya Sen, John Taylor                       |
|          | 2      | Strumento per tagliare la pietra (basalto)           | Gola di Olduvai, Tanzania  | 1,8-2 milioni di anni   | BBC            | BM             | Sir David Attenborough, Wangari Maathai        |
|          | 3      | Ascia a mano                                         | Gola di Olduvai, Tanzania  | 1,2-1,4 milioni di anni | BBC            | BM             | Sir James Dyson, Phil Harding, Nick Ashton     |
|          | 4      | Renne che nuotano dal rifugio roccioso di Montastruc | Francia                    | 13.000 anni             | BBC            | BM             | Il Reverendissimo Rowan Williams, Steve Mithen |
|          | 5      | Punta di lancia di Clodoveo                          | Nuovo Messico, Stati Uniti | 13.000 anni             | BBC            | BM             | Michael Palin, Gary Haynes                     |

### Dopo l'era glaciale: cibo e sesso (9.000 a.C. - 3.000 a.C.)
Perché l'agricoltura è iniziata alla fine dell'era glaciale? Gli indizi rimangono negli oggetti lasciati indietro. Prima settimana di trasmissione a partire dal 25 gennaio 2010.
| Immagine | Numero | Oggetto                      | Origine            | Data              | Sito della BBC | Sito web di BM | Collaboratori aggiuntivi                 |
| -------- | ------ | ---------------------------- | ------------------ | ----------------- | -------------- | -------------- | ---------------------------------------- |
|          | 6      | Pestello a forma di uccello  | Papua Nuova Guinea | 4.000-8.000 anni  | BBC            | BM             | Madhur Jaffrey, Bob Geldof, Martin Jones |
|          | 7      | Amanti di Ain Sakhri         | Israele            | circa 11.000 anni | BBC            | BM             | Marc Quinn, Ian Hodder                   |
|          | 8      | Modello in creta di bestiame | Egitto             | circa 3500 a.C.   | BBC            | BM             | Fekri Hassan, Martin Jones               |
|          | 9      | Statua del dio del mais Maya | Honduras           | 715 d.C.          | BBC            | BM             | Santiago Calva, John Staller             |
|          | 10     | Pentola Jōmon                | Giappone           | circa 5000 a.C.   | BBC            | BM             | Simon Kamer, Takashi Doi                 |

### Le prime città e stati (4.000 a.C. - 2.000 a.C.)
Cosa succede quando le persone si spostano dai villaggi alle città? Cinque oggetti raccontano la storia. Prima settimana di trasmissione a partire dal 1º febbraio 2010.
| Immagine | Numero | Oggetto                           | Origine                            | Data             | Sito della BBC | Sito web di BM | Collaboratori aggiuntivi          |
| -------- | ------ | --------------------------------- | ---------------------------------- | ---------------- | -------------- | -------------- | --------------------------------- |
|          | 11     | Etichetta del sandalo di King Den | Egitto                             | circa 2.985 a.C. | BBC            | BM             | Toby Wilkinson, Steve Bell        |
|          | 12     | Stendardo di Ur                   | Iraq                               | 2600-2400 a.C.   | BBC            | BM             | Lamia Al-Gailani, Anthony Giddens |
|          | 13     | Un sigillo dell'Indo              | Pakistan                           | 2600-1900 a.C.   | BBC            | BM             | Richard Rogers, Nayanjot Lahiri   |
|          | 14     | Ascia di giadeite                 | dalle Alpi, trovato in Inghilterra | 4000-2000 a.C.   | BBC            | BM             | Mark Edmonds, Pierre Petrquin     |
|          | 15     | Tavoletta da scrittura precoce    | Iraq                               | 3100-3000 a.C.   | BBC            | BM             | Gus O'Donnell, John Searle        |

### L'inizio della scienza e della letteratura (1500 a.C. - 700 a.C.)
4000 anni fa, le società iniziarono a esprimersi attraverso miti, matematica e monumenti. Prima settimana di trasmissione a partire dall'8 febbraio 2010.
| Immagine | Numero | Oggetto                 | Origine | Data                 | Sito della BBC | Sito web di BM | Collaboratori aggiuntivi           |
| -------- | ------ | ----------------------- | ------- | -------------------- | -------------- | -------------- | ---------------------------------- |
|          | 16     | Tavoletta alluvione     | Iraq    | 700-600 a.C.         | BBC            | BM             | David Damrosch, Jonathan Sacks     |
|          | 17     | Rhind papiro matematico | Egitto  | intorno al 1550 a.C. | BBC            | BM             | Eleanor Robson, Clive Rix          |
|          | 18     | Minoan Bull-leaper      | Creta   | 1700-1450 a.C.       | BBC            | BM             | Sergio Delgado, Lucy Blue          |
|          | 19     | Mantello in oro stampo  | Galles  | 1900-1600 a.C.       | BBC            | BM             | Mary Cahill, Marie Louise Sørensen |
|          | 20     | Statua di Ramesse II    | Egitto  | circa 1.250 a.C.     | BBC            | BM             | Antony Gormley, Karen Exell        |

### Vecchio mondo, nuovi poteri (1100 a.C. - 300 a.C.)
In tutto il mondo nuovi regimi creano oggetti per affermare la loro supremazia. Prima settimana di trasmissione a partire dal 15 febbraio 2010.
| Immagine | Numero | Oggetto                                    | Origine | Data           | Sito della BBC | Sito web di BM | Collaboratori aggiuntivi      |
| -------- | ------ | ------------------------------------------ | ------- | -------------- | -------------- | -------------- | ----------------------------- |
|          | 21     | Rilievi di Lachis                          | Iraq    | 700-692 a.C.   | BBC            | BM             | Paddy Ashdown, Antony Beevor  |
|          | 22     | Sfinge di Taharqa                          | Sudan   | circa 680 a.C. | BBC            | BM             | Zeinab Badawi, Derek Welsby   |
|          | 23     | Vaso rituale gui della prima dinastia Zhou | Cina    | 1100-1000 a.C. | BBC            | BM             | Dama Jessica Rawson, Wang Tao |
|          | 24     | Tessile Paracas                            | Perù    | 300-200 a.C.   | BBC            | BM             | Zandra Rhodes, Mary Frame     |
|          | 25     | Moneta d'oro di Creso                      | Turchia | c. 550 a.C.    | BBC            | BM             | James Buchan, Paul Craddock   |

### Il mondo nell'era di Confucio (500 a.C. - 300 a.C.)
I significati nascosti nei fregi e nelle caraffe possono dirci tanto quanto gli scritti dei grandi uomini? Prima settimana di trasmissione a partire dal 22 febbraio 2010.
| Immagine | Numero | Oggetto                                    | Origine    | Data           | Sito della BBC | Sito web di BM | Collaboratori aggiuntivi           |
| -------- | ------ | ------------------------------------------ | ---------- | -------------- | -------------- | -------------- | ---------------------------------- |
|          | 26     | Modello Oxus Chariot                       | Tagikistan | 500-300 a.C.   | BBC            | BM             | Michael Axworthy, Tom Holland      |
|          | 27     | Scultura del Partenone : Centauro e Lapith | Grecia     | circa 440 a.C. | BBC            | BM             | Mary Beard, Olga Palagia           |
|          | 28     | Caraffe Basse Yutz                         | Francia    | c. 450 a.C.    | BBC            | BM             | Jonathan Meades, Barry Cunliffe    |
|          | 29     | Maschera di pietra olmeca                  | Messico    | 900-400 a.C.   | BBC            | BM             | Carlos Fuentes, Karl Taube         |
|          | 30     | Campana cinese in bronzo                   | Cina       | 500-400 a.C.   | BBC            | BM             | Dama Evelyn Glennie, Isabel Hilton |

### Costruttori di imperi (300 a.C. - 1 d.C.)
Neil MacGregor continua la sua storia globale raccontata attraverso gli oggetti. Questa settimana è con i grandi governanti del mondo di circa 2000 anni fa. Prima settimana di trasmissione a partire dal 17 maggio 2010.
| Immagine | Numero | Oggetto                                    | Origine | Data           | Sito della BBC | Sito web di BM | Collaboratori aggiuntivi       |
| -------- | ------ | ------------------------------------------ | ------- | -------------- | -------------- | -------------- | ------------------------------ |
|          | 31     | Moneta di Lisimaco con testa di Alessandro | Turchia | 305-281 a.C.   | BBC            | BM             | Andrew Marr, Robin Lane Fox    |
|          | 32     | Pilastro di Ashoka                         | India   | circa 238 a.C. | BBC            | BM             | Amartya Sen, Michael Rutland   |
|          | 33     | La Stele di Rosetta                        | Egitto  | 196 a.C.       | BBC            | BM             | Dorothy Thompson, Ahdaf Soueif |
|          | 34     | Coppa in lacca cinese Han                  | Cina    | dC 4           | BBC            | BM             | Roel Sterckx, Isabel Hilton    |
|          | 35     | Testa di Meroë o Testa di Augusto          | Sudan   | 27-25 a.C.     | BBC            | BM             | Boris Johnson, Susan Walker    |

### Antichi piaceri, spezie moderne (1-600 d.C.)
Neil MacGregor esplora i modi in cui le persone cercavano il piacere 2000 anni fa. Prima settimana di trasmissione a partire dal 24 maggio 2010.
| Immagine | Numero | Oggetto                                  | Origine               | Data                | Sito della BBC | Sito web di BM | Collaboratori aggiuntivi           |
| -------- | ------ | ---------------------------------------- | --------------------- | ------------------- | -------------- | -------------- | ---------------------------------- |
|          | 36     | Coppa Warren                             | Israele               | 5-15 d.C.           | BBC            | BM             | Bettany Hughes, James Davidson     |
|          | 37     | Pipa a lontra nordamericana              | Stati Uniti d'America | 200 a.C. - 100 d.C. | BBC            | BM             | Tony Benn, Gabrielle Tayac         |
|          | 38     | Cintura cerimoniale da gioco della palla | Messico               | 100-500 d.C.        | BBC            | BM             | Nick Hornby, Michael Whittington   |
|          | 39     | Pergamena delle ammonizioni              | Cina                  | 500-800 d.C.        | BBC            | BM             | Shane McCausland, Charles Powell   |
|          | 40     | Peperiera Hoxne                          | Inghilterra           | 350-400 d.C.        | BBC            | BM             | Christine McFadden, Roberta Tomber |

### L'ascesa delle fedi mondiali (200-600 d.C.)
"Neil MacGregor esplora come e quando sono nate molte grandi immagini religiose". Prima settimana di trasmissione a partire dal 31 maggio 2010.
| Immagine | Numero | Oggetto                                 | Origine     | Data         | Sito della BBC | Sito web di BM | Collaboratori aggiuntivi              |
| -------- | ------ | --------------------------------------- | ----------- | ------------ | -------------- | -------------- | ------------------------------------- |
|          | 41     | Buddha seduto del Gandhara              | Pakistan    | 100-300 d.C. | BBC            | BM             | Claudine Bautze-Picron, Thupten Jinpa |
|          | 42     | Moneta d'oro di Kumaragupta I           | India       | 415-450 d.C. | BBC            | BM             | Romila Thapar, Shaunaka Rishi Das     |
|          | 43     | Piatto d'argento raffigurante Shapur II | Iran        | 309-379 d.C. | BBC            | BM             | Tom Holland, Gutty Azarpay            |
|          | 44     | Mosaico di Hinton St Mary               | Inghilterra | 300-400 d.C. | BBC            | BM             | Dame Averil Cameron, Eamonn Duffy     |
|          | 45     | Lancetta araba in bronzo                | Yemen       | 100-300 d.C. | BBC            | BM             | Jeremy Field, Philip Jenkins          |

### La Via della Seta e oltre (400-700 d.C.)
Cinque oggetti del British Museum raccontano la storia del movimento di merci e idee. Prima settimana di trasmissione a partire dal 7 giugno 2010.
| Immagine | Numero | Oggetto                      | Origine     | Data         | Sito della BBC | Sito web di BM | Collaboratori aggiuntivi        |
| -------- | ------ | ---------------------------- | ----------- | ------------ | -------------- | -------------- | ------------------------------- |
|          | 46     | Monete d'oro di Abd al-Malik | Siria       | 696-697 d.C. | BBC            | BM             | Madawi Al-Rashid, Hugh Kennedy  |
|          | 47     | Elmo di Sutton Hoo           | Inghilterra | 600-700 d.C. | BBC            | BM             | Seamus Heaney, Angus Wainwright |
|          | 48     | Vaso da guerriero Moche      | Perù        | 100-700 d.C. | BBC            | BM             | Grayson Perry, Steve Bourget    |
|          | 49     | Tegola coreana               | Corea       | 700-800 d.C. | BBC            | BM             | Jane Portal, Choe Kwang Shik    |
|          | 50     | Dipinto principessa di seta  | Cina        | 600-800 d.C. | BBC            | BM             | Yo Yo Ma, Colin Thubron         |

### All'interno del palazzo: segreti a corte (700-950 d.C.)
Neil MacGregor ottiene un'idea della vita delle élite al potere 1200 anni fa. Prima settimana di trasmissione a partire dal 14 giugno 2010.
| Immagine | Numero | Oggetto                                                                                                 | Origine                | Data                | Sito della BBC | Sito web di BM | Collaboratori aggiuntivi              |
| -------- | ------ | --- | ---------------------- | ------------------- | -------------- | -------------- | ------------------------------------- |
|          | 51     | Architrave Yaxchilan 24, Rilievo Maya del salasso reale                                                 | Messico                | 700-750 d.C.        | BBC            | BM             | Susie Orbach, Virginia Fields         |
|          | 52     | Frammenti di pittura murale dell'Harem                                                                  | Iraq                   | 800-900 d.C.        | BBC            | BM             | Robert Irwin, Amira Bennison          |
|          | 53     | Cristallo di Lotario                                                                                    | probabilmente Germania | 855-869 d.C.        | BBC            | BM             | Lord Bingham, Rosamund McKitterick    |
|          | 54     | Statua di Tara                                                                                          | Sri Lanka              | 700-900 d.C.        | BBC            | BM             | Richard Gombrich, Nira Wickramasinghe |
|          | 55     | Figure della tomba cinese Tang, in particolare le figure della tomba della dinastia Tang di Liu Tingxun | Cina                   | intorno al 728 d.C. | BBC            | BM             | Anthony Howard, Oliver Moore          |

### Pellegrini, predoni e commercianti (900-1300 d.C.)
Come il commercio, la guerra e la religione hanno spostato oggetti in tutto il mondo 1000 anni fa. Prima settimana di trasmissione a partire dal 21 giugno 2010.
| Immagine | Numero | Oggetto                       | Origine                | Data                | Sito della BBC | Sito web di BM | Collaboratori aggiuntivi             |
| -------- | ------ | ----------------------------- | ---------------------- | ------------------- | -------------- | -------------- | ------------------------------------ |
|          | 56     | Tesoro della Valle di York    | Inghilterra            | intorno al 927 d.C. | BBC            | BM             | Michael Wood, David e Andrew Whelan  |
|          | 57     | Bicchiere di vetro Hedwig     | probabilmente la Siria | 1100-1200 d.C.      | BBC            | BM             | Jonathan Riley-Smith, David Abulafia |
|          | 58     | Specchio in bronzo giapponese | Giappone               | 1100-1200 d.C.      | BBC            | BM             | Ian Buruma, Harada Masayuki          |
|          | 59     | Testa di Borobudur Buddha     | Giava                  | 780-840 d.C.        | BBC            | BM             | Stephen Bachelor, Nigel Barley       |
|          | 60     | Frammenti di pentola Kilwa    | Tanzania               | 900-1400 d.C.       | BBC            | BM             | Bertram Mapunda, Abdulrazek Gurnah   |

### Simboli di stato (1200-1400 d.C.)
Neil MacGregor esamina oggetti che detengono uno status e richiedono un'abile realizzazione. Prima settimana di trasmissione a partire dal 28 giugno 2010.
| Immagine | Numero | Oggetto                | Origine                                               | Data           | Sito della BBC | Sito web di BM | Collaboratori aggiuntivi          |
| -------- | ------ | ---------------------- | ----------------------------------------------------- | -------------- | -------------- | -------------- | --------------------------------- |
|          | 61     | Scacchi di Lewis       | probabilmente prodotto in Norvegia, trovato in Scozia | 1150-1200 d.C. | BBC            | BM             | Martin Amis, Miri Rubin           |
|          | 62     | Astrolabio ebraico     | Spagna                                                | 1345-1355 d.C. | BBC            | BM             | Sir John Elliott, Silke Ackermann |
|          | 63     | Testa di bronzo di Ife | Nigeria                                               | 1400-1500 d.C. | BBC            | BM             | Ben Okri, Babatunde Lawal         |
|          | 64     | I vasi David           | Cina                                                  | 1351 d.C.      | BBC            | BM             | Jenny Uglow, Craig Clunas         |
|          | 65     | Sede rituale Taino     | Santo Domingo, Caraibi                                | 1200-1500 d.C. | BBC            | BM             | José Oliver, Gabriel Haslip-Viera |

### Incontro con gli dei (1200-1400 d.C.)
Gli oggetti del British Museum mostrano come i fedeli sono stati avvicinati ai loro dei. Prima settimana di trasmissione a partire dal 5 luglio 2010.
| Immagine | Numero | Oggetto                           | Origine         | Data            | Sito della BBC | Sito web di BM | Collaboratori aggiuntivi                    |
| -------- | ------ | --------------------------------- | --------------- | --------------- | -------------- | -------------- | ------------------------------------------- |
|          | 66     | Reliquiario della Sacra Spina     | Francia         | 1350-1400 d.C.  | BBC            | BM             | Suor Benedicta Ward, reverendo Arthur Roche |
|          | 67     | Icona del trionfo dell'Ortodossia | Turchia         | 1350-1400 d.C.  | BBC            | BM             | Bill Viola, Diarmaid MacCulloch             |
|          | 68     | Scultura di Shiva e Parvati       | India           | 1100-1300 d.C.  | BBC            | BM             | Shaunaka Rishi Das, Karen Armstrong         |
|          | 69     | Scultura di Tlazolteotl           | Messico         | 900 d.C. - 1521 | BBC            | BM             | Marina Warner, Kim Richter                  |
|          | 70     | Hoa Hakananai'a                   | isola di Pasqua | 1000-1200 d.C.  | BBC            | BM             | Sir Anthony Caro, Steve Hooper              |

### La soglia del mondo moderno (1375-1550 d.C.)
Neil MacGregor esplora i grandi imperi del mondo alle soglie dell'era moderna. Prima settimana di trasmissione a partire dal 13 settembre 2010.
| Immagine | Numero | Oggetto                         | Origine       | Data                 | Sito della BBC | Sito web di BM | Collaboratori aggiuntivi               |
| -------- | ------ | ------------------------------- | ------------- | -------------------- | -------------- | -------------- | -------------------------------------- |
|          | 71     | Tughra di Solimano il Magnifico | Turchia       | 1520-1566 d.C.       | BBC            | BM             | Elif Safak, Caroline Finkel            |
|          | 72     | Banconota cinese                | Cina          | 1375 d.C.            | BBC            | BM             | Mervyn King, Timothy Brook             |
|          | 73     | Lama d'oro Inca                 | Perù          | intorno al 1500 d.C. | BBC            | BM             | Jared Diamond, Gabriel Ramón           |
|          | 74     | Coppa del drago di giada        | Asia centrale | circa 1420-49 d.C.   | BBC            | BM             | Beatrice Forbes Manz, Hamid Ismailov   |
|          | 75     | Rinoceronte di Dürer            | Germania      | 1515 d.C.            | BBC            | BM             | Mark Pilgrim, Felipe Fernandez-Armesto |

### La prima economia globale (1450-1600 d.C.)
Neil MacGregor ripercorre l'impatto dei viaggi, del commercio e della conquista dal 1450 al 1600. Prima trasmissione 20 settembre 2010.
| Immagine | Numero | Oggetto                                | Origine                          | Data             | Sito della BBC | Sito web di BM | Collaboratori aggiuntivi              |
| -------- | ------ | -------------------------------------- | -------------------------------- | ---------------- | -------------- | -------------- | ------------------------------------- |
|          | 76     | Galeone meccanico                      | Germania                         | c. 1585          | BBC            | BM             | Lisa Jardine, Christopher Dobbs       |
|          | 77     | Targa del Benin: l'oba con gli europei | Nigeria                          | 16 ° secolo      | BBC            | BM             | Campo di Sokari Douglas, Wole Soyinka |
|          | 78     | Serpente a due teste                   | Messico                          | XV-XVI secolo    | BBC            | BM             | Rebecca Stacey, Adriana Diaz-Enciso   |
|          | 79     | Elefanti Kakiemon                      | Giappone                         | tardo 17º secolo | BBC            | BM             | Miranda Rock, Sakaida Kakiemon XIV    |
|          | 80     | Pezzi da otto                          | dalla Spagna, trovato in Bolivia | 1589-1598 d.C.   | BBC            | BM             | Tuti Prado, William J. Bernstein      |

### Tolleranza e intolleranza (1550-1700 d.C.)
Neil MacGregor racconta come le grandi religioni convivevano nel XVI e XVII secolo. Prima settimana di trasmissione a partire dal 27 settembre 2010.
| Immagine | Numero | Oggetto                             | Origine  | Data                 | Sito della BBC | Sito web di BM | Collaboratori aggiuntivi            |
| -------- | ------ | ----------------------------------- | -------- | -------------------- | -------------- | -------------- | ----------------------------------- |
|          | 81     | Standard di parata religiosa sciita | Iran     | Fine del XVII secolo | BBC            | BM             | Haleh Afshar, Hossein Pourtahmasbi  |
|          | 82     | Miniatura di un principe Mughal     | India    | intorno al 1610 d.C. | BBC            | BM             | Asok Kumar Das, Aman Nath           |
|          | 83     | Burattino ombra di Bima             | Giava    | 1600-1800            | BBC            | BM             | Signor Sumarsam, Tash Aw            |
|          | 84     | Mappa del codice messicano          | Messico  | Fine del XVI secolo  | BBC            | BM             | Samuel Edgerton, Fernando Cervantes |
|          | 85     | Foglio del centenario della riforma | Germania | 1617 d.C.            | BBC            | BM             | Karen Armstrong, Ian Hislop         |

### Esplorazione, sfruttamento e illuminazione (1680-1820 d.C.)
Neil MacGregor sui malintesi che possono verificarsi quando mondi diversi si scontrano. Prima trasmissione 4 ottobre 2010.
| Immagine | Numero | Oggetto                                  | Origine                                | Data         | Sito della BBC | Sito web di BM | Collaboratori aggiuntivi        |
| -------- | ------ | ---------------------------------------- | -------------------------------------- | ------------ | -------------- | -------------- | ------------------------------- |
|          | 86     | Tamburo Akan                             | dall'Africa, trovato negli Stati Uniti | XVIII secolo | BBC            | BM             | Bonnie Greer, Anthony Appiah    |
|          | 87     | Elmo piumato hawaiano                    | Hawaii                                 | XVIII secolo | BBC            | BM             | Nicholas Thomas, Kyle Nakanelua |
|          | 88     | Mappa della pelle di daino nordamericana | Stati Uniti d'America                  | 1774-75      | BBC            | BM             | Malcolm Lewis, David Edmunds    |
|          | 89     | Scudo di corteccia australiano           | Australia                              | 1770         | BBC            | BM             | Phil Gordon, Maria Nugent       |
|          | 90     | Giada bi con poesia                      | Cina                                   | 1790         | BBC            | BM             | Jonathan Spence, Yang Lian      |

### Produzione di massa, persuasione di massa (1780-1914 d.C.)
Come l'industrializzazione, la politica di massa e le ambizioni imperiali hanno cambiato il mondo. Prima settimana di trasmissione a partire dall'11 ottobre 2010.
| Immagine | Numero | Oggetto                                     | Origine     | Data         | Sito della BBC | Sito web di BM | Collaboratori aggiuntivi        |
| -------- | ------ | ------------------------------------------- | ----------- | ------------ | -------------- | -------------- | ------------------------------- |
|          | 91     | Cronometro da nave dell'HMS Beagle          | Inghilterra | 1795-1805    | BBC            | BM             | Nigel Thrift, Steve Jones       |
|          | 92     | Servizio da tè del primo periodo vittoriano | Inghilterra | 1840-1845    | BBC            | BM             | Celina Fox, Monique Simmonds    |
|          | 93     | La grande onda di Kanagawa di Hokusai       | Giappone    | c. 1829-1832 | BBC            | BM             | Christine Guth, Donald Keene    |
|          | 94     | Tamburo a fessura sudanese                  | Sudan       | 19º secolo   | BBC            | BM             | Dominic Green, Zeinab Badawi    |
|          | 95     | Penny deturpato dalle suffragette           | Inghilterra | 1903         | BBC            | BM             | Felicity Powell, Helena Kennedy |

### Il mondo della nostra creazione (1914-2010 d.C.)
Neil MacGregor esplora aspetti della storia sessuale, politica ed economica degli ultimi tempi. Prima settimana di trasmissione a partire dal 18 ottobre 2010.
| Immagine | Numero | Oggetto                                                                | Origine             | Data | Sito della BBC | Sito web di BM | Collaboratori aggiuntivi                 |
| -------- | ------ | ---------------------------------------------------------------------- | ------------------- | ---- | -------------- | -------------- | ---------------------------------------- |
|          | 96     | Kapital, un piatto rivoluzionario russo disegnato da Mikhail Adamovich | Russia              | 1921 | BBC            | BM             | Eric Hobsbawm, Mikhail Piotrovsky        |
|          | 97     | In the dull village di Hockney                                         | Inghilterra         | 1966 | BBC            | BM             | Shami Chakrabarti, David Hockney         |
|          | 98     | Trono d'armi                                                           | Mozambico           | 2001 | BBC            | BM             | Kofi Annan, Mons. Dinis Sengulane        |
|          | 99     | Carta di credito Visa conforme alla Shari'a                            | Emirati Arabi Uniti | 2009 | BBC            | BM             | Mervyn King, Razi Fakih                  |
|          | 100    | Lampada e caricabatterie a energia solare                              | Cina                | 2010 | BBC            | BM             | Nick Stern, Aloka Sarder, Boniface Nyamu |